# Stema Republicii Socialiste Federative Iugoslavia
Stema Republicii Socialiste Federative Iugoslavia era alcătuită din șase torțe în flăcări și înconjurate de grâu; aceasta reprezenta frăția și unitatea celor șase republici ale foste Iugoslavii: Bosnia și Herțegovina, Croația, Republica Macedonia, Muntenegru, Serbia și Slovenia. Data imprimată este 29 noiembrie 1943 - dată în care Consiliul Antifascist de Eliberare Națională a Iugoslaviei sa întâlnit la Jajce, la ce-a de-a doua întâlnire pentru a înființa temeiul organizației postbelice a țării, înființând o federație (această dată a fost sărbătorită cu numele Ziua Republicii după al doilea război mondial).
Stema inițială (1943-1963) era alcătuită din cinci torțe reprezentând cinci națiuni al Republicii Socialiste Federative Iugoslavia, croații, macedonenii, muntenegrenii, sârbii și slovenii. Musulmanii nu erau reprezentați ca națiune și nici celelalte grupuri etnice mari, precum albanezii, germanii, ungurii, rutenii și turcii, astfel stema a fost schimbată în 1963 reprezentând republicile iugoslave în loc de națiuni.